# Distretto di Hafizabad
Il distretto di Hafizabad (in urdu: ضلع حافظ آباد ) è un distretto del Punjab, in Pakistan, che ha come capoluogo Hafizabad. Nel 1998 possedeva una popolazione di 832.980 abitanti.